# Aoi-ku
Aoi-ku (葵区?) è uno dei tre quartieri amministrativi della città di Shizuoka, in Giappone.